# Kevin MacLeod
Kevin MacLeod (Green Bay, Wisconsin) és un compositor americà de bandes sonores, conegut per les seves obres en pel·lícules així com la seva distribució lliure a través de la seva pàgina web, Incompetech. MacLeod ha arribat a compondre més d'un miler peces de lliure distribució per ser descarragables. La seva música és utilitzada per creadors de continguts en línia com, per exemple, al YouTube, i està acreditat com a compositor en més d'un miler de pel·lícules a IMDb.
L'aparició de mitjans descarregables ha donat lloc a nous mètodes de concessió de llicències i la distribució d'obres creatives. En la música, això ha donat lloc a noves formes de distribució i les empreses. MacLeod acredita l'àmplia distribució de la seva música, i la seva popularitat en les pel·lícules, els vídeos de YouTube, i els jocs de vídeo, al seu ús de Creative Commons la concessió de llicències. MacLeod distruibuís la seva música a Creative Commons Attribution License (CC BY). D'acord amb el lloc web de Creative Commons, "Aquesta llicència permet a altres distribuir, barrejar, ajustar i construir amb base en el seu treball, fins i tot amb finalitats comercials, sempre que es doni crèdit per a la creació original." MacLeod també ven una llicència de "no atribució" a aquells qui requereixin diferents termes de distribució que els de la llicència de Creative Commons.